# Tai tượng thon
Tai tượng thon hay tai tượng lá mác (danh pháp hai phần: Acalypha lanceolata) là loài thực vật có hoa trong họ Đại kích. Loài này được Willd. miêu tả khoa học đầu tiên năm 1805.